# Silberhütte (Harzgerode)

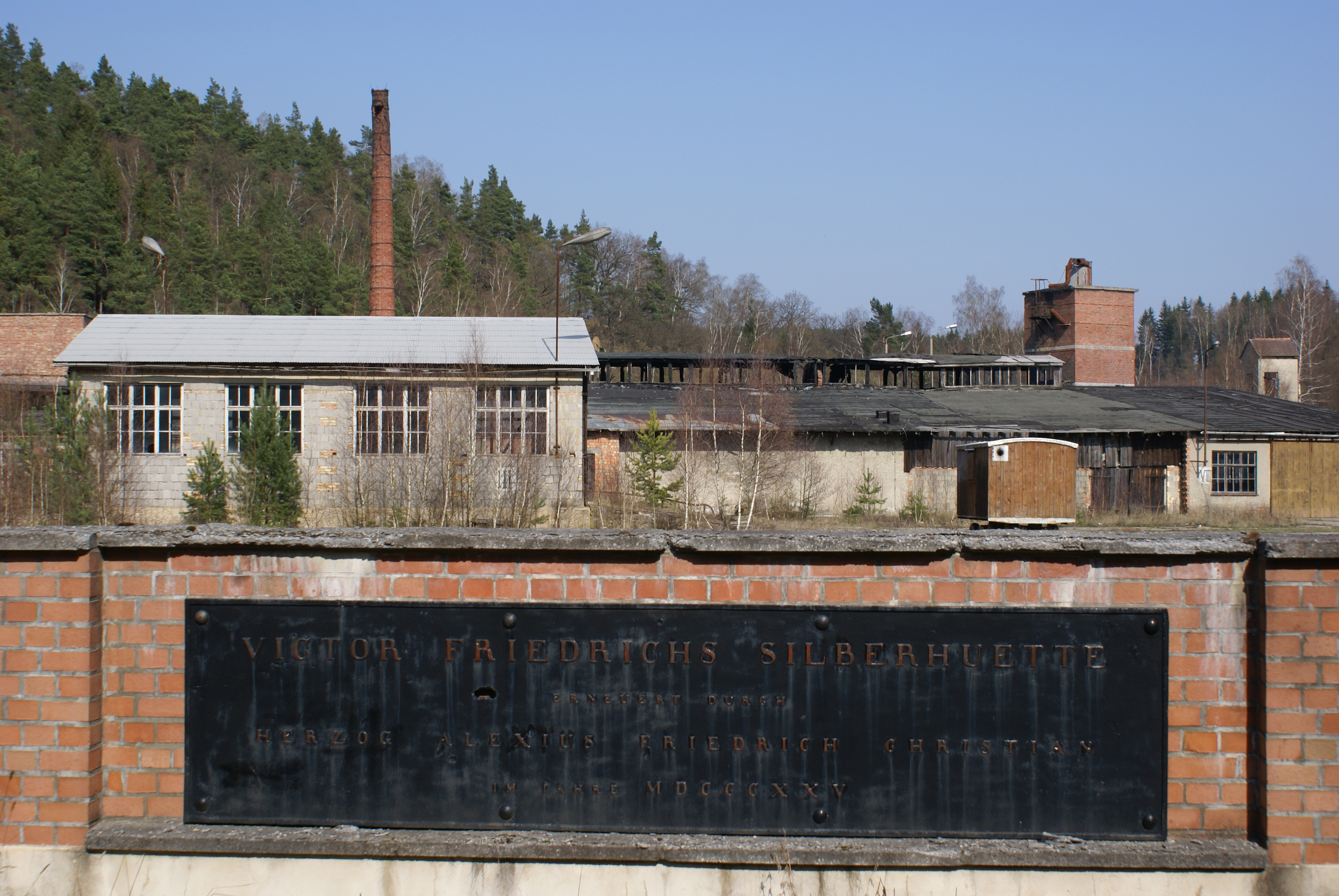
Die verfallene Silberhütte

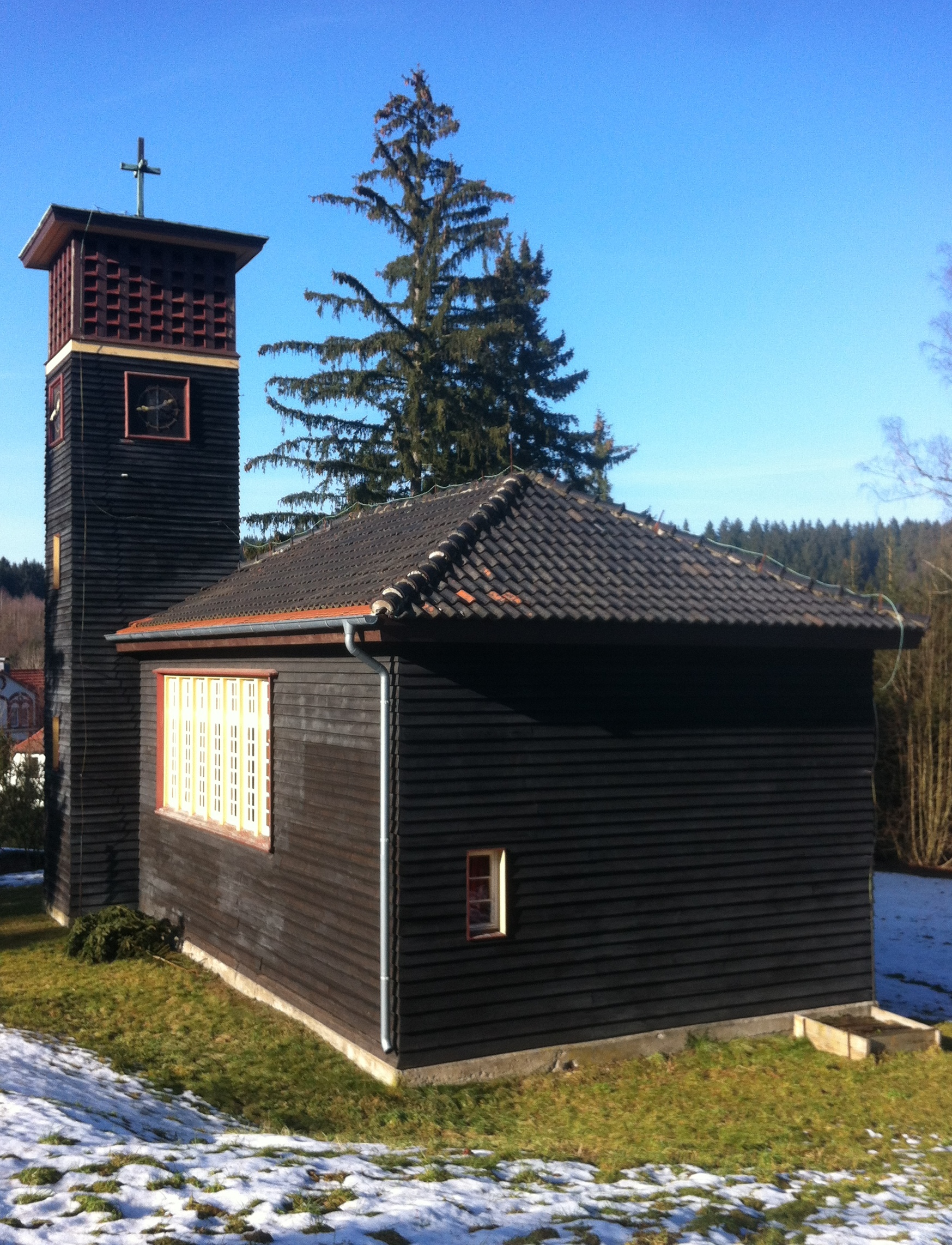
Waldkirche Silberhütte

Silberhütte ist ein Ortsteil von Harzgerode im Landkreis Harz in Sachsen-Anhalt.

## Geografie
Silberhütte liegt im Unterharz im Selketal.

## Geschichte
Die erste urkundliche Erwähnung von Silberhütte datiert aus dem Jahr 1693, was auch als Gründungsjahr des Ortes gilt. Bereits zuvor gab es an diesem Standort eine Silberhütte, schon 1440 erwähnt, eine Pottaschehütte und mehrere Pochwerke. In diesen wurde das aus umliegenden Bergwerken geförderte Erz verarbeitet. Der zur Wasserversorgung der später Victor-Friedrich-Silberhütte genannten Hütte angelegte Kunstgraben (ab 1904: Silberhütter Kunstgraben) ist mit 25,5 km der längste des Unterharzer Teich- und Grabensystems. Die 1693 angelegte Silberhütte wurde im Verlauf von über zwei Jahrhunderten mehrfach um neue Betriebsteile erweitert. Spitzenwerte erreichte die Silberausbeute 1898 mit 17,62 t und die Bleigewinnung 1902 mit 2871 t. Zum Schluss arbeiteten neben und eng mit der Silberhütte verbunden eine Lithopone-, eine Schwefelsäure- und eine chemische Fabrik, außerdem ein Zementwerk. Zuvor hatte es hier auch ein Schwefel- und Vitriolwerk, eine Glashütte sowie eine Seifensiederei gegeben. Nach Privatisierung, mehrfachem Besitzerwechsel, vorübergehendem Einsatz von Fremderz und Erschöpfung der Neudorfer Gruben musste der Betrieb nach einem Konkurs 1909 eingestellt werden. 1910 folgte der Abriss der Hütte und der angeschlossenen Werke.
Größter Betrieb war nun in Silberhütte mit 190 Arbeitskräften die „Pulvermühle“, die bereits zu den Allodialgütern des 1709 verstorbenen Fürst Friedrichs von Anhalt-Harzgerode gehörte. 1790 hatte Fürst Alexius Friedrich Christian von Anhalt-Bernburg dem Besitzer das Privileg für eine Pulvermühle zur Herstellung von Schwarz-, Zünd- und Jagdpulver erteilt. Ab 1893 wurde zusätzlich auch die Produktion von Feuerwerkskörpern aufgenommen. Im Ersten Weltkrieg arbeitete das Werk für den Militärbedarf. Ein Jahrzehnt später fand Max Valier in der Firma J. F. Eisfeld, Pulver- und Pyrotechnische Werke die notwendigen Voraussetzungen für Versuche mit raketenbetriebenen Schienenfahrzeugen. Die „Eisfeld-Valier-Rocket 2“  erreichte die Geschwindigkeit von 253 km/h – damals Weltrekord.
Auf dem Gelände der ehemaligen Silberhütte hatte sich inzwischen der bedeutendste Standort der Holzindustrie des Unterharzes entwickelt. Aus der Siedlung Silberhütte war allmählich ein Ort mit dörflicher Infrastruktur geworden. Die Dorfkirche wurde 1932 vollständig aus Fichtenholz erbaut.
Die Tätigkeit des pyrotechnischen Betriebes stand nach 1933 ganz im Zeichen der Rüstungsproduktion. Mit einigen Hundert Kriegsgefangenen wuchs die Beschäftigtenzahl auf ca. 700. Nach dem Krieg teilweise demontiert, erreichte das Werk als VEB Pyrotechnik Silberhütte mit zuletzt 850 Beschäftigten einen beachtlichen Aufschwung und war zuletzt Teil des Kombinats Synthesewerk. Einschließlich des VEB Holzwerke Rinkemühle bestanden 1989 in Silberhütte ungefähr 1200 industrielle Arbeitsplätze. Die Einwohnerzahl wuchs auf fast 300.
Während die Holzindustrie unter den wirtschaftlichen Bedingungen des wiedervereinigten Deutschlands Mitte der 1990er-Jahre aufgegeben werden musste, wurde die ebenfalls 1990 privatisierte Pyrotechnik 2004 Teil der Rheinmetall Waffe Munition GmbH mit rund 250 Beschäftigten in der Niederlassung Silberhütte. Im Harzgeröder Ortsteil Silberhütte lebten Ende 2016 noch 154 ständige Bewohner.

## Gewässer
In der Nähe des Bahnhofs mündet der vollständig in der Gemarkung Silberhütte fließende Pulverbach in die Selke, an deren Ufern der Ort errichtet wurde. Zudem liegen in der Umgebung von Silberhütte zwei der Teiche des Unterharzer Teich- und Grabensystems – der Teufelsteich und der Fürstenteich.

## Sehenswürdigkeiten

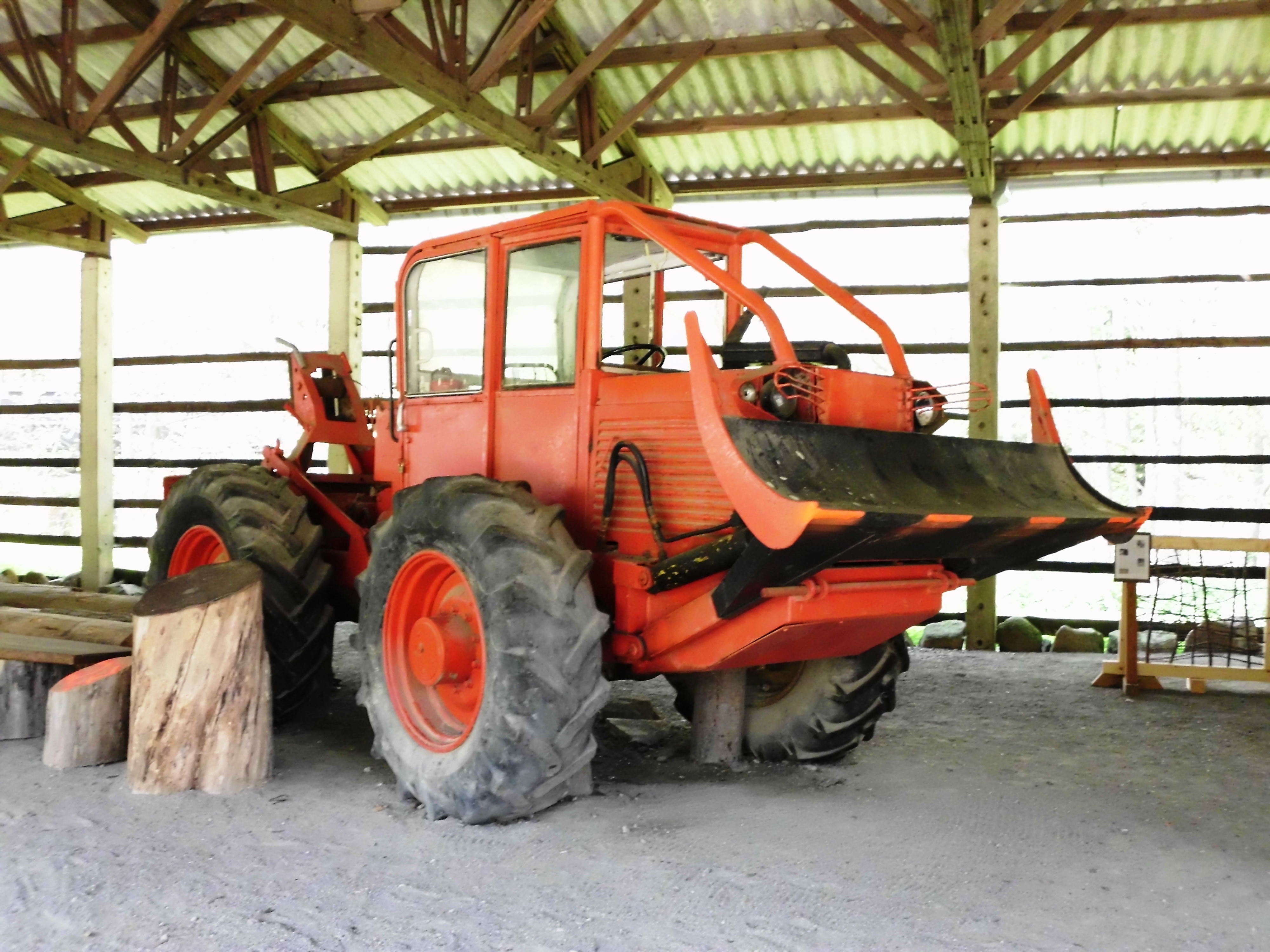
Ein tschechoslowakischer LKT-80-Forstschlepper auf dem Waldhof Silberhütte

Neben der Waldkirche Silberhütte existiert in Silberhütte der Unterharzer Waldhof, ein Erlebnis- und Ausstellungskomplex über die Forstwirtschaft. Dieser befindet sich auf dem Gelände des ehemaligen Holzverarbeitungsbetriebes – seinerseits auf dem früheren Hüttenwerksgelände errichtet. Jährlich findet das Waldhoffest mit Holzstammziehen statt.
Die in Silberhütte befindlichen Baudenkmale sind im örtlichen Denkmalverzeichnis aufgeführt.

## Verkehr

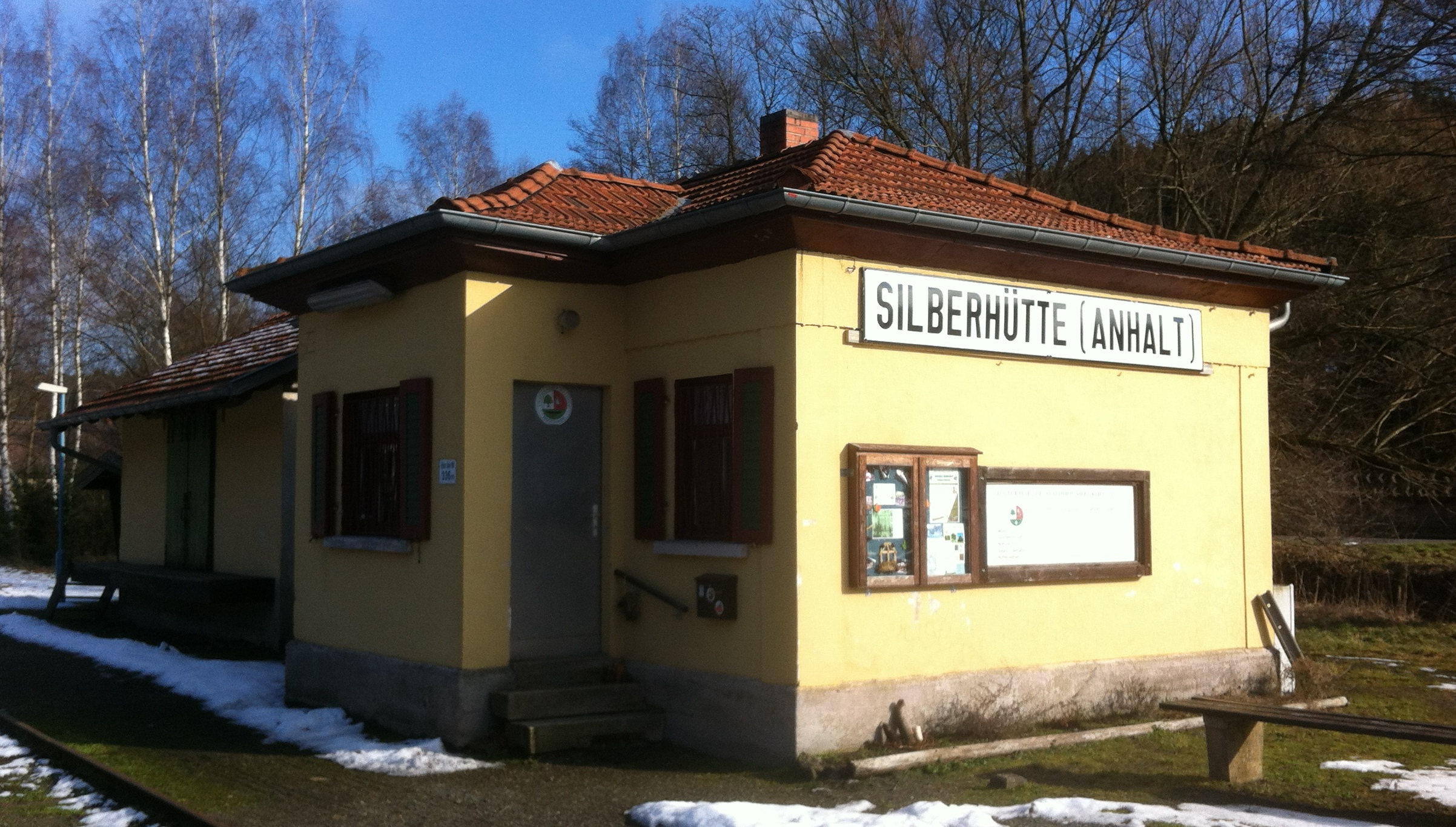
Bahnhof Silberhütte (Anhalt)

Silberhütte verfügt seit 1889 über einen Bahnhof an der Selketalbahn. Durch eine Buslinie der Harzer Verkehrsbetriebe ist Silberhütte mit Harzgerode und Güntersberge verbunden. Durch den Ort verläuft die Landesstraße 234. Von hier lassen sich zudem über verschiedene Wanderwege die nahegelegenen alten Bergbauteiche erreichen.